# Abaças
 (janvier 2016).
Si vous disposez d'ouvrages ou d'articles de référence ou si vous connaissez des sites web de qualité traitant du thème abordé ici, merci de compléter l'article en donnant les références utiles à sa vérifiabilité et en les liant à la section « Notes et références ».
Abaças est une paroisse de la commune portugaise de Vila Real. Elle fait 18,87 km2 et compte 965 habitants.